# Juan Urán
Juan Guillermo Urán Salazar   (* 3. Januar 1983 in Medellín) ist ein kolumbianischer Wasserspringer. Er startet sowohl im Kunstspringen vom 1-m- und 3-m-Brett als auch im 10-m-Turmspringen. Trainiert wird er von Oscar Urrea.
Urán nahm bereits im Alter von 17 Jahren in Sydney erstmals an den Olympischen Spielen teil. Er startete vom 3-m-Brett und 10-m-Turm, schied aber jeweils im Vorkampf aus. Bei den Panamerikanischen Spielen 2003 in Santo Domingo belegte er vom 3-m-Brett Rang elf und vom 10-m-Turm Rang acht. Er startete auch bei den Olympischen Spielen 2004 in Athen und steigerte vor allem im Kunstspringen vom 3-m-Brett, wo er das Finale erreichte und Zwölfter wurde. Im Turmspringen schied er abermals im Vorkampf aus. Im Jahr 2007 nahm Urán in Melbourne schließlich erstmals auch an der Weltmeisterschaft teil. Er startete im Kunstspringen vom 1-m- und 3-m-Brett, konnte die Vorkämpfe aber nicht überstehen. Im gleichen Jahr konnte er bei den Panamerikanischen Spielen in Rio de Janeiro mit Víctor Ortega die Bronzemedaille im 10-m-Synchronspringen gewinnen und damit seine erste internationale Medaille erringen. Urán bestritt in Peking seine dritten Olympischen Spiele. Vom 3-m-Brett und 10-m-Turm konnte er jeweils das Finale erreichen und die Ränge zehn und elf belegen. Mit Ortega startete er zudem im 10-m-Synchronspringen und erreichte mit Rang sechs seine bislang beste Platzierung bei Olympischen Spielen.
Im Jahr 2010 wurde Urán durch eine positive Dopingprobe der Einnahme von Kokain überführt und durch den nationalen Verband für zwei Jahre gesperrt.